# 接盘
接盘，法律上称为承诺，是交易的一方无条件同意对方在发盘（实盘，递盘，还盘）中提出的全部内容和交易条件，并愿意按照这些条件订立合同的一种肯定表示。
在旧中国商业中商人购买别人商店的全部财产，如设备、用具、货物等，继续经营，称为接盘，也称受盘。 
在股市中，接盘与抛盘含义相反，表示的是投资者对股票的一种买入的行为。